# Stadion ŠRC Kamen-Ingrad
ŠRC Kamen-Ingrad je stadion u Velikoj. Na njemu svoje domaće utakmice igrao NK Kamen-Ingrad. Kapaciteta je oko 8000 mjesta (7095 kada se sva pretvore u sjedeća). ŠRC Kamen-Ingrad se gradio od 1997. do 2001. godine i danas zadovoljava sve UEFA-ine kriterije.
Stadion je sagrađen u par etapa u razdoblju od 1997. do 2001. godine. Stadion je u trenutno u vlasništvu Općine Velika.
Najveći trenutak na stadionu došao je kada je ugostio utakmicu prvog kola Kupa UEFA 2003./04. između Kamen Ingrada i njemačkog Schalkea 04 (rezultat je bio remi 0:0 u Velikoj, dok je gostovanje u Gelsenkirchenu završilo 1:0 u korist Schalkea). U sezoni Prve HNL 2006./07., klub je ispao iz hrvatske lige na najvišoj razini, i od tada nastavio doživljavati nagli pad. 
Međutim, stadion je bio domaćin nekoliko nogometnih utakmica u sezoni 2008./09. To je bilo zbog toga što se tada novopromovirani domaći teren Croatia Sesveta, Stadion ŠRC Sesvete, smatrao neprikladnim za prvoligaški nogomet. 